# 停戦資本主義
停戦資本主義（ていせんしほんしゅぎ、英語: Ceasefire capitalism）は、ミャンマーにおいて、中央政府が武装勢力と停戦合意を結び、武装勢力の支配を温存しながら経済開発をおこなう状況を指す用語である。ケビン・ウッズ（Kevin Woods）により、2011年に提唱された。

## 理論
ウッズは、ミャンマー内戦における、中国＝ミャンマー国境の反政府勢力と、ミャンマー軍の1990年代の関係性を論じる際に、この用語を用いた。1989年のビルマ共産党（CPB）崩壊を契機として、1990年代初頭にはカチン独立軍（KIA）を筆頭に、21の有力反政府勢力のうち、17勢力が国軍との停戦協定を結ぶこととなった。
この停戦協定にともない、それまでKIOの資金源となっていたパカンの翡翠鉱山の権利が、軍部に譲渡された。また、軍事政権はカチン州内でのゴム栽培や木材伐採なども進め、経済開発を通してこれらの地域に対する中央の支配を強めていった。「停戦資本主義」下のミャンマーにおいては、少数民族武装組織の上層部と軍部が利潤を通じて結びつき、搾取的なかたちでの産業開発が進んだ。こうした状況は、停戦資本主義の利益にあずからない下士官と、上層部の不和を招いた。